# Władimir Adoratski
Władimir Wiktorowicz Adoratski (ros. Владимир Викторович Адоратский, ur. 19 sierpnia 1878 w Kazaniu, zm. 5 czerwca 1945 w Moskwie) – rosyjski działacz komunistyczny, radziecki filozof i działacz partyjny.

## Życiorys
Ukończył studia na Wydziale Prawnym Uniwersytetu Kazańskiego, 1904 wstąpił do SDPRR, został aresztowany i w grudniu 1905 skazany na zesłanie do guberni astrachańskiej, 1906 zwolniony. Po zwolnieniu wyemigrował do Szwajcarii, 1908 wrócił do Rosji, 1911-1912 przebywał kolejno w Paryżu, Londynie i Berlinie, a 1914-1918 w Monachium. W 1918 wrócił do Rosji i podjął pracę w Ludowym Komisariacie Oświaty RFSRR, później wykładał w Komunistycznym Uniwersytecie i Instytucie Czerwonej Profesury, 1920-1928 był zastępcą kierownika Centralnego Zarządu Archiwów, a od 1928 do listopada 1931 członkiem dyrekcji Instytutu Lenina przy KC WKP(b). Od listopada 1931 do stycznia 1939 dyrektor Instytutu Marksa-Engelsa-Lenina przy KC WKP(b), od 29 marca 1932 akademik Akademii Nauk ZSRR ds. Wydziału Nauk Społecznych (filozofia), od 10 lutego 1934 do 10 marca 1939 członek Centralnej Komisji Rewizyjnej WKP(b), 1936-1939 dyrektor Instytutu Filozofii Akademii Nauk ZSRR, od stycznia 1939 do końca życia główny redaktor Instytutu Marksa-Engelsa-Lenina przy KC WKP(b). Na początku II wojny światowej z inicjatywy Bernarda Bychowskiego rozpoczął pracę nad czwartym tomem podręcznika „Historia filozofii”.